# You Can Dance
 (срп. Можеш да плешеш) је први ремикс албум и компилација поп певачице Мадоне, издат 17. новембра 1987. од стране Sire Records. Албум садржи ремиксе неких песама са њена прва три албума, као и једну нову песму, Spotlight. Продат је у отприлике 5 милиона примерака.

## Историја албума
Песме на албуму су спојене како би се почеци и крајеви претапали једни са другима, и како би цео албум подсећао на ди-џеј сет. Ова идеја је примењена и на Мадонином албуму Confessions on a Dance Floor из 2005. Иако је ово њен једини албум који није доспео у топ 10 на америчкој топ-листи, продавао се добро (1 900 000 примерака), иако није било синглова са њега.
Једино је у Јапану издат сингл Spotlight, песма која је првобитно требало да се нађе на True Blue, али до тога није дошло; достигао је топ 10. Овај ремикс албум је наставио Мадонин низ платинастих албума.
Назив албума подиче од почетне строфе из песме Into the Groove, а у потпуности гласи

And You Can Dance

For Inspiration

C'mon

Move

## Списак песама
| #   | Име                                                                                         | Трајање |
| --- | ------------------------------------------------------------------------------------------- | ------- |
| 1.  | Аутори: Стивен Брај, Мадона Продуцент: Стивен Брај, Мадона                                  | 6:24    |
| 2.  | Аутори: Кертис Хадсон, Лиса Стивенс Продуцент: Џон Џелибин Бенитез                          | 6:32    |
| 3.  | Аутор: Мадона Продуцент: Марк Каминс                                                        | 6:43    |
| 4.  | Аутор: Реџи Лукас Продуцент: Реџи Лукас                                                     | 6:20    |
| 5.  | Аутор: Мадона, Стивен Брај Продуцент: Најл Роџерс                                           | 7:11    |
| 6.  | Аутори: Мадона, Стивен Брај Продуценти: Мадона, Стивен Брај                                 | 8:26    |
| 7.  | Аутори: Мадона, Патрик Леонард, Стивен Брај Продуценти: Мадона, Патрик Леонард, Стивен Брај | 7:16    |
| 8.  | Аутори: Кертис Хадсон, Лиса Стивенс Продуцент: Џон Џелибин Бенитез                          | 6:56    |
| 9.  | Аутори: Мадона, Стивен Брај Продуценти: Мадона, Стивен Брај                                 | 6:52    |
| 10. | Аутори: Мадона, Патрик Леонард, Стивен Брај Продуценти: Мадона, Патрик Леонард, Стивен Брај | 6:21    |
| 11. | Аутори: Стивен Брај, Мадона Продуцент: Стивен Брај, Мадона                                  | 4:50    |
| 12. | Аутор: Мадона, Стивен Брај Продуцент: Најл Роџерс                                           | 6:45    |

+ бонус песме на CD-у и касети
++ бонус песма само на CD-у
+++ бонус песме само на касети
Песме 1-4 и 5-7 су у континуалном миксу. Песме 8-12 су "dub version"

## Синглови
| #  | Име                   | Датум              |
| -- | --------------------- | ------------------ |
| 1. | (само за радио - САД) | 28. октобар 1987.  |
| 2. | (промо)               | 24. новембар 1987. |
| 3. | (промо)               | 24. новембар 1987. |
| 4. | (промо)               | 24. новембар 1987. |
| 5. | (Јапан)               | 25. април 1988.    |

## Мадона оYou Can Dance
Играње је сексуално провокативно. То кретање уз музику, само ти сам са собом. Као мастурбација. Препушташ тело музици... Плесање и музика и секс - све је то једна те иста ствар. Извиру из душе на крају крајева.

## Продаја
| Држава               | Највиша позиција на листи | Сертификација | Продаја    |
| -------------------- | ------------------------- | ------------- | ---------- |
| Аустрија             | 13                        |               |            |
| Бразил               |                           | Златни        | 100,000+   |
| Француска            | 2                         | Платинасти    | 400,000+   |
| Немачка              | 13                        | Златни        | 150,000+   |
| Холандија            |                           | Златни        | 50,000+    |
| Норвешка             | 5                         |               |            |
| Шведска              | 10                        |               |            |
| Швајцарска           | 11                        |               |            |
| Уједињено Краљевство | 5                         | Платинасти    | 300,000+   |
| САД                  | 14                        | Платинаста    | 1.000.000+ |
| СВЕТ                 |                           | [ 7 ] [ 8 ]   | 5.000.000+ |

## Сарадници на албуму

#### Особље
- Мадона - вокал
- Дејвид Коле - клавијатуре

#### Продукција
- Продуценти: Стивен Брај, Патрик Леонард, Брус Форест, Џон Џелибин Бенитез, Брус Форест, Френк Хелер, Реџи Лукас, Стив Томпсон, Мајкл Барбијеро, Шеп Петибон
- Извршни продуценти: Крег Костић, Мајкл Остин, Симор Стајн
- Инжињеринг: Глен Розенстајн
- Микс: Мајкл Барбијеро, Стив Томпсон
- Ремикс: Брус Форест, Џон Џелибин Бенитез, Шеп Петибон, Френк Хелер, Мајкл Хачисон, Џеј Марк, Енди Волас
- Сређивање: Шеп Петибон
- Секвенцирање: Џон Џелибин Бенитез

#### Дизајн
- Уређивање: Џери Хајден
- Дизајн: Џери Хајден
- Фотографија: Херб Риц
- Унутрашњи текст: Брајан Чин